# Suganuma Minoru
Minoru Suganuma (sinh ngày 16 tháng 5 năm 1985) là một cầu thủ bóng đá người Nhật Bản.

## Sự nghiệp câu lạc bộ
Minoru Suganuma đã từng chơi cho Kashiwa Reysol, Vitória, Ehime FC, Júbilo Iwata và Sagan Tosu.